# Арбайтерштиме (Россия)
«Арбейтерштимме» (нем. Arbeiterstimme — «Голос рабочего») — нелегальная социалистическая газета на языке идиш, издававшаяся в Российской империи. Первый номер появился в 1896 году, в 1897 году газета стала центральным органом Бунда. Особое распространение получила в 1901—1905 гг., когда тираж некоторых номеров доходил до 2500—3000 экземпляров. Прекратила свое существование в 1905. После Февральской революции издание возобновилось в виде легального еженедельного издания, прекратившегося в 1918 году.
Сыграла роль в развитии революционного движения среди еврейского пролетариата в России. Поддерживая меньшевистское течение в социал-демократии, способствовала распространению идей меньшевизма и ревизионизма среди еврейских рабочих.